# Armătură

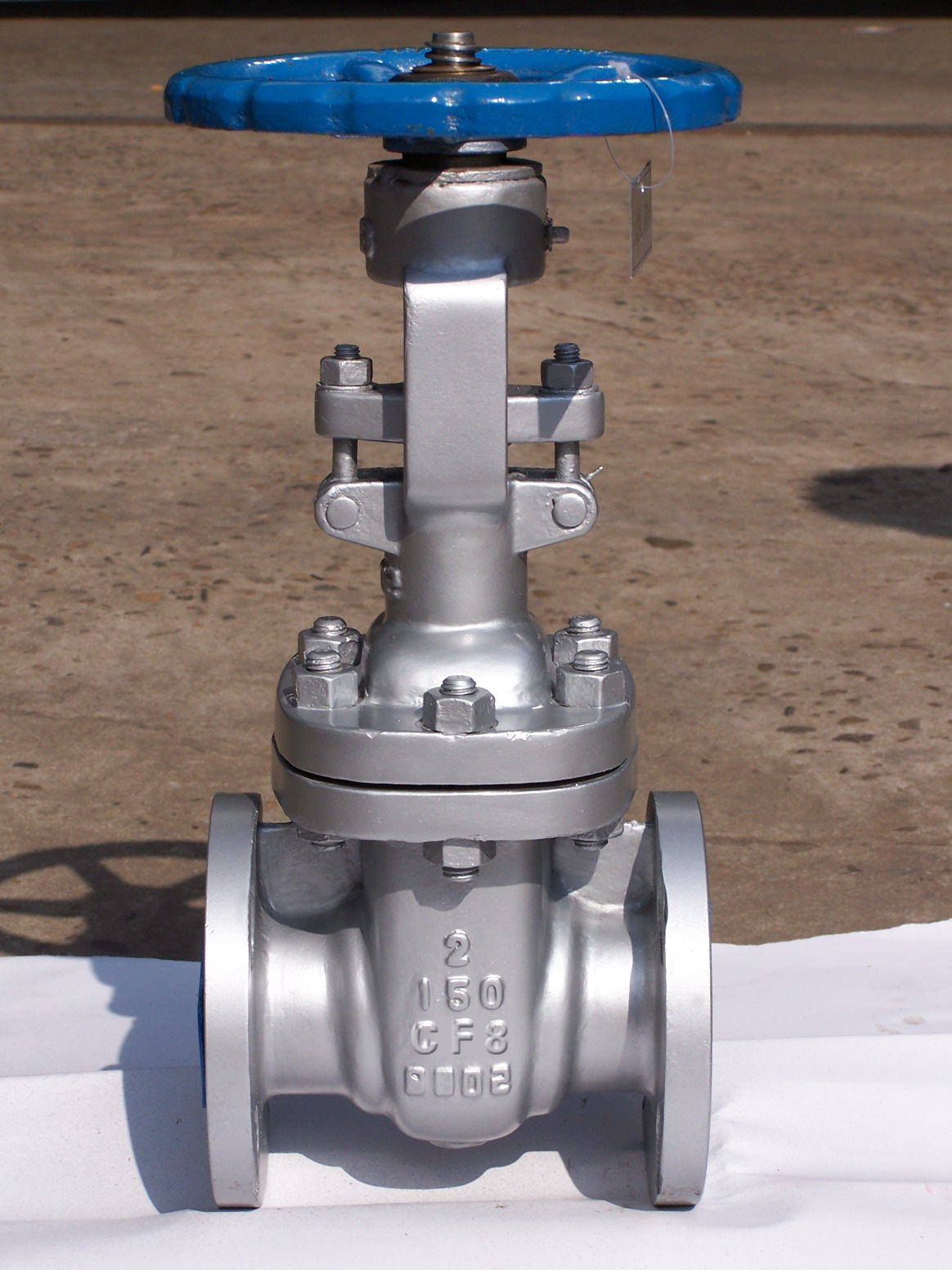
Robinet.

Prin armătură se înțelege ansamblul de aparatură de măsură și control (AMC) și dispozitivele de comandă, reglaj și asigurare a siguranței în funcționare a mașinilor de forță, cazanelor și recipientelor sub presiune.

## Armătura cazanelor
Armătura cazanelor se împarte în:
- armătura fină, care cuprinde dispozitivele amplasate pe traseul de apă și abur,
- armătura grea, care cuprinde dispozitivele amplasate pe traseul de gaze și aer.

Din armătura fină fac parte robinetele (robinetul principal de abur, robinetele pe diverse conducte), capul de alimentare (format dintr-un robinet de închidere și o supapă de reținere), armătura de golire și purjare (un robinet special), supapele de siguranță, placa de timbru, placa indicatoare de nivel minim și aparatura de măsură și control, formată din manometre, termometre și indicatoare de nivel.
Din armătura grea fac parte clapetele de aer, clapetele de explozie, gurile și ochiurile de observare, ușile de vizitare,.

Vechi armături, fabricate de Polte.
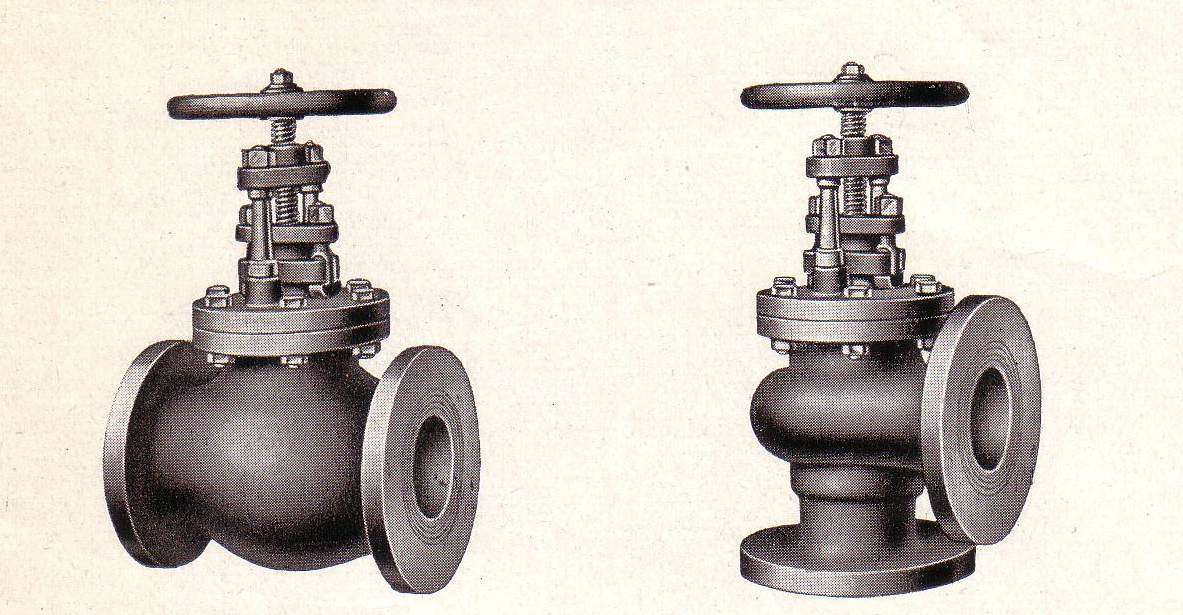
Robinete.
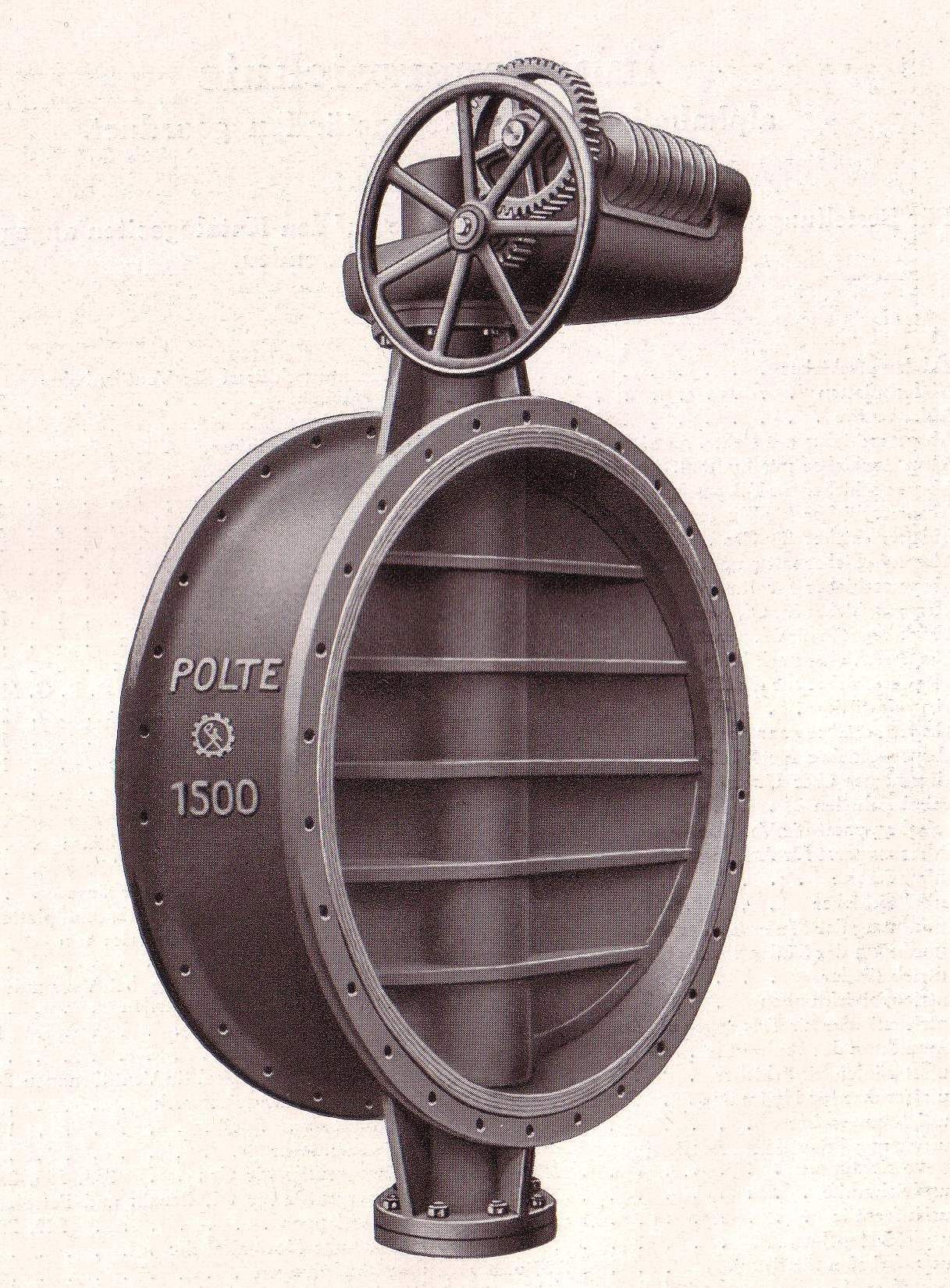
Vană pentru turbine.
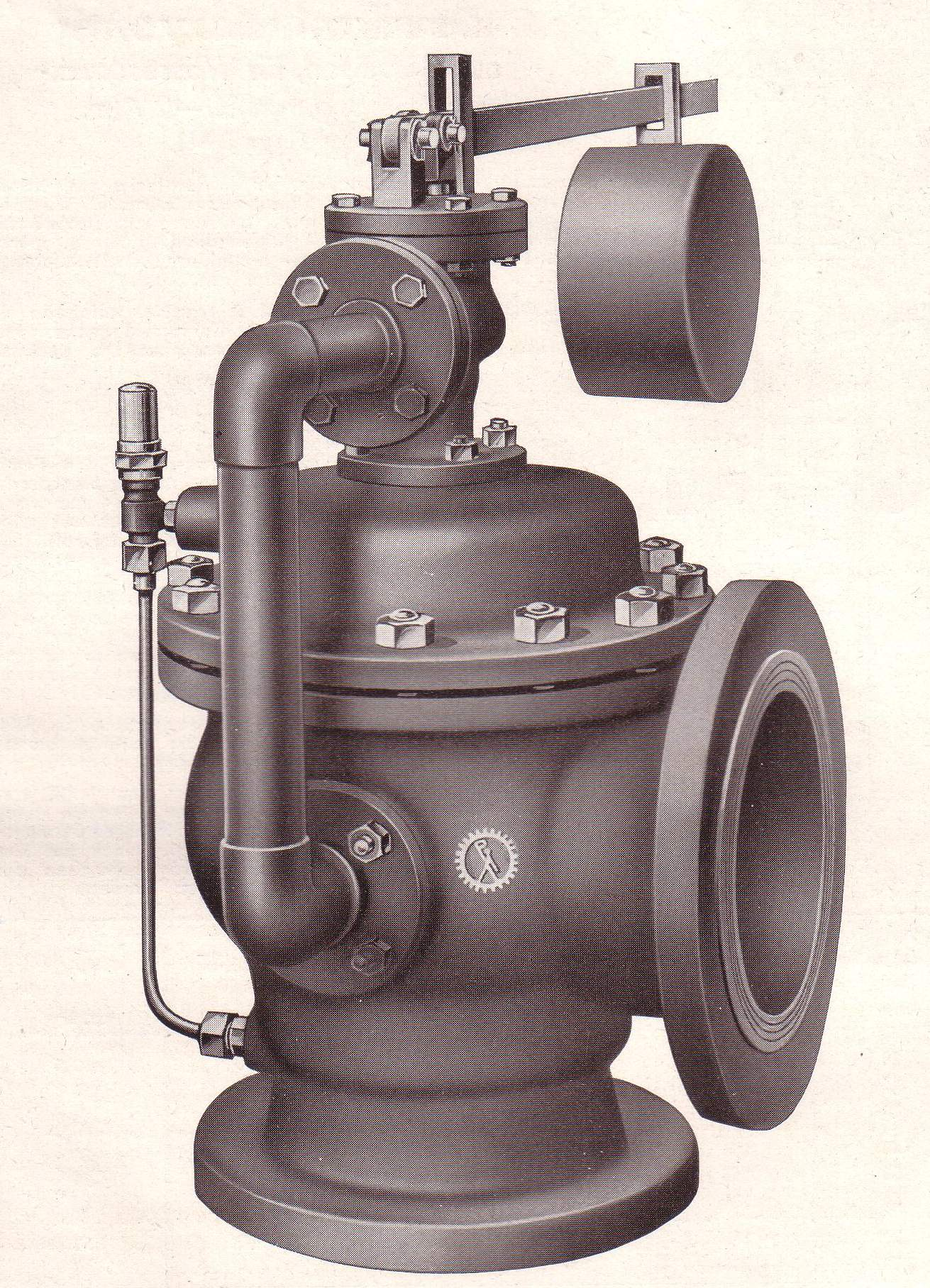
Supapă de siguranță.
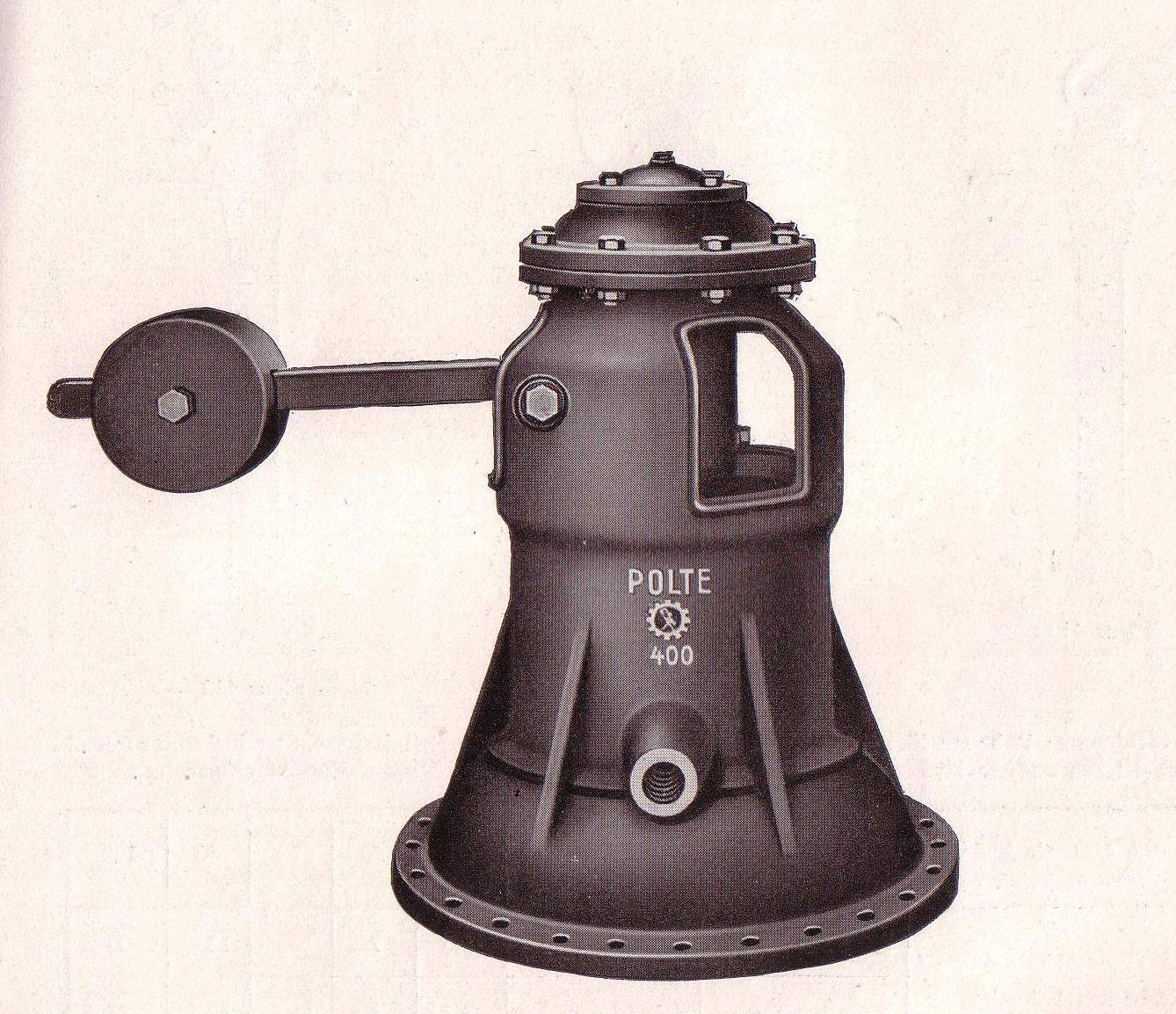
Supapă de aerisire.

## Armătura de locomotivă cu abur
Armătura de locomotivă cu abur este formată din armăturile fină și grea ale cazanului locomotivei, regulatorul, fluierul, capul central de luat abur, capul de emisiune, pompele și injectoarele de apă și păcură, suflătorul, stropitorul de pe marchiză, stropitorul cenușarului, stropitorul din cutia de fum, pirometrul, grătarul, sacul de nămol și parascânteiul.